# Središnja banka Azerbajdžana
Središnja banka Azerbajdžana (azerbajdžanski: Azərbaycan Mərkəzi Bankı) nalazi se u gradu Bakuu. Osnovana je 11. veljače 1992.
Nastala je na temeljima državne banke bivšeg SSSR-a Promstroybank, uredbom predsjednika Republike Azerbajdžan. Primarni je cilj Središnje banke osigurati stabilnost cijena unutar svojih tijela. Cilj je i osigurati stabilnost i razvoj bankarskih i platnih sustava.
Održava obostrane relacije sa sljedećim institucijama:
- Međunarodni monetarni fond
- Svjetska banka
- Europska banka za obnovu i razvoj
- Azijska razvojna banka

Povelja o osnivanju Azerbajdžanske državne banke izdana je 16. rujna 1919. godine ubrzo nakon osnivanja Azerbajdžanske demokratske republike 28. svibnja 1918. godine, banka je s radom započela 30. rujna iste godine. Okupacijom Azerbejdžana od strane Rusije 28. travnja 1920. rezultiralo je likvidacijom postojećeg financijsko-kreditnog sustava u zemlji. Banka je preimenovana u Azerbejdžansku narodnu banku. Sve banke i druge kreditne institucije bile su nacionalizirane i spojene s narodnom bankom.